# Спартак (футбольный клуб, Харьков)
«Спартак» — советский футбольный клуб из Харькова. Основан в 1922 году.

## История
Команда создана в 1922 году при ЦК ЛКСМУ. Команда была названа в честь одноимённого предводителя восстания рабов в Древнем Риме. Первоначально она не имела отношения к ДСО Спартак, так как общество было образовано гораздо позднее, в 1935 году.
В первом своём сезоне команда выступала в классе «Б» чемпионата Харькова и заняла четвёртое место. В том же классе второе место заняла команда завода ХПЗ «Паровозник» — предшественник клуба «Металлист».
При организации чемпионата СССР спартаковцев отправили в группу «В», где они заняли шестое место. В Кубке СССР дошли до 1/16, где проиграли московскому «Спартаку». В осеннем чемпионате Советского Союза харьковчане выступили лучше и в итоговой таблице оказались на втором месте.
В розыгрыше Кубка СССР команда добралась до 1/4, где харьковчане уступили московскому «Локомотиву». В то же время, в чемпионате Союза дела команды сложились хуже — по итогам года она заняла седьмое место. Однако расширение высшего дивизиона в 1938 позволили «Спартаку» оказаться в числе его участников.
В группе «А» команда выступила неудачно и вылетела в группу «Б». В Кубке СССР 1938 года харьковчане также далеко не пошли и проиграли в 1/16 подмосковному «Динамо».
В Кубке СССР 1939 года в переигровке 1/16 финала спартаковцы проиграли московскому «Сталинцу». Игра «Спартака» в группе «Б» ничем примечательным не запомнилась, команда заняла 18 место и потеряла право играть в группе «Б», однако в 1941 году чудесным образом попала вновь в группу «А», где к началу Великой Отечественной войны занимала предпоследнее (14-е) место.
Но в том же 1941 году завоевала серебряные медали весеннего чемпионата Украины, уступив «золото» одесскому «Спартаку», но опередив бронзовых медалистов — киевское «Динамо».
В послевоенное время клуб играл в первенстве города. В 1946 году команду тренировал Иван Привалов, а Семён Резенкин был её капитаном. В 1957 году «Спартак» неудачно выступил в Чемпионате УССР среди КФК, он занял последнее место в зоне. Через два года клуб вернулся в чемпионат УССР. «Спартак» занял первое место в своей зоне. Но дальше он не смог подняться, заняв последнее место в полуфинальной группе. В том же году, в финале кубка Харьковской области, «Спартак» победил команду Военной академии имени Говорова. Кроме трофея клуб получил право на участие в Кубке УССР, где дошёл до 1/16 финала. В последний раз Спартак принимал участие в Чемпионате республики в 1975 году, где занял последнее место в группе. В последующие годы клуб играл на местном уровне.

## Достижения
- В высшей лиге — 21 место (1938 год группа «А»).
- В кубке СССР — поражение в 1/4 финала (1937 год).
- Серебряный призёр весеннего чемпионата Украины 1941 года
- Обладатель кубка Харьковской области: 1959[4]

## Известные игроки
- Заворотний, Николай Кириллович — Заслуженный тренер УССР
- Ищенко, Владимир Семёнович — тренер
- Касимов, Алексей Степанович
- Копейко, Сергей Григорьевич — член сборной СССР по футболу
- Пономарёв, Александр Семёнович — Заслуженный тренер СССР
- Привалов, Иван Васильевич — судья Всесоюзной категории